# 青木美優
青木 美優（あおき みゆう、1994年4月9日 - ）は、栃木県出身の女子競輪選手。日本競輪選手会栃木支部所属、ホームバンクは宇都宮競輪場。日本競輪学校（当時。以下、競輪学校）第106期生。師匠は江連和洋（76期）。

## 経歴
宇都宮文星女子高等学校出身。6歳のときから空手を始め、中学生のときに全国大会3位、高校3年時には全国大会で準優勝をした経歴を持つ。母子家庭だったこともあり、お金のかかる進学を諦め、競輪選手を志したという。
2012年12月20日、競輪学校第106回適性試験に合格。在校競走成績は15位（3勝）。
2014年5月9日、奈良競輪場でデビューし5着。初勝利は2015年1月20日の小倉競輪場で挙げた。